# Frank Bidart
Frank Bidart (Bakersfield, 27 maggio 1939) è un poeta statunitense.

## Biografia
Nato e cresciuto in California, Frank Bidart studiò letteratura ad Harvard, dove fu allievo e amico di Robert Lowell ed Elizabeth Bishop. Ha insegnato letteratura angloamericana al Wellesley College e alla Brandeis University. 
Tra il 1973 e il 2017 ha pubblicato dieci raccolte poetiche. Nel 2007 ha vinto il Premio Bollingen per la poesia, mentre nel 2013 ha vinto il National Book Award per Metaphysical Dog; nel 2017 ha ricevuto un secondo National Book Award alla carriera. È inoltre vincitore del Griffin Poetry Prize e del Premio Pulitzer per la poesia, ottenuto nel 2018 per la sua raccolta Half-light. 
È dichiaratamente gay.

## Opere (parziale)
- Golden State (1973)
- The Book of the Body (1977)
- The Sacrifice (1983)
- In the Western Night: Collected Poems 1965–90 (1990)
- Desire (1997)
- Music Like Dirt (2002)
- Star Dust (2005)
- Watching the Spring Festival (2008)
- Metaphysical Dog (2013)
- Half-light: Collected Poems 1965–2016 (2017)